# Union (Iowa)
Union es una ciudad ubicada en el condado de Hardin en el estado estadounidense de Iowa. En el Censo de 2010 tenía una población de 397 habitantes y una densidad poblacional de 278,7 personas por km².

## Geografía
Union se encuentra ubicada en las coordenadas 42°14′37″N 93°3′46″O / 42.24361, -93.06278. Según la Oficina del Censo de los Estados Unidos, Union tiene una superficie total de 1.42 km², de la cual 1.42 km² corresponden a tierra firme y (0%) 0 km² es agua.

## Demografía
Según el censo de 2010, había 397 personas residiendo en Union. La densidad de población era de 278,7 hab./km². De los 397 habitantes, Union estaba compuesto por el 95.97% blancos, el 0.5% eran afroamericanos, el 0.25% eran amerindios, el 0.25% eran asiáticos, el 0% eran isleños del Pacífico, el 1.51% eran de otras razas y el 1.51% pertenecían a dos o más razas. Del total de la población el 3.02% eran hispanos o latinos de cualquier raza.